# Comuna Domașlîn, Koriukivka
Domașlîn (în ucraineană Домашлин) este o comună în raionul Koriukivka, regiunea Cernihiv, Ucraina, formată din satele Beșkivka, Domașlîn (reședința) și Lukoveț.

## Demografie
Componența lingvistică a comunei Domașlîn
     Ucraineană (98,41%)
     Rusă (1,24%)
     Alte limbi (0,36%)
Conform recensământului din 2001, majoritatea populației comunei Domașlîn era vorbitoare de ucraineană (98,41%), existând în minoritate și vorbitori de rusă (1,24%).